# چیس آلیور
چِیْس راسل آلیوِر ((به انگلیسی: Chase Russell Oliver)متولد ۱۶ اوت ۱۹۸۵) فعال سیاسی و سیاستمدار آمریکایی است که نامزد حزب لیبرترین برای انتخابات ریاست جمهوری ۲۰۲۴ ایالات متحده است. آلیور کاندیدای لیبرترین برای انتخابات سنای ایالات متحده در سال ۲۰۲۲ در جورجیا و انتخابات ویژه حوزه انتخابیه پنجم جرجیا در کنگره در سال ۲۰۲۰ بود. روزنامه گزت او را به عنوان یک " لیبرترین طرفدار اسلحه، طرفدار اصلاحات در پلیس، طرفدار انتخاب " توصیف کرده بود که "مسلح و همجنسگرا " است.
در انتخابات سنای جورجیا در سال ۲۰۲۲، الیور بیش از ۲ درصد از آرای مردم را به دست آورد و طرفداران هر دو حزب اصلی او را متهم کردند که به عنوان یک نامزد رای شکن عمل می‌کند که رافائل وارناک را مجبور به رقابت در دور دوم انتخابات در برابر هرشل واکر کرد.

## حرفه سیاسی
آلیور در انتخابات ریاست جمهوری آمریکا در سال ۲۰۰۸ از باراک اوباما حمایت کرد اما پس از ادامه جنگ عراق توسط اوباما به حمایت خود از او پایان داد. الیور در سال ۲۰۱۰ پس از ملاقات با تعدادی از اعضای حزب در جشنواره افتخار آتلانتا به حزب لیبرترین پیوست.

## مواضع سیاسی
آلیور بخشی از جناح سنتی حزب لیبرترین در نظر گرفته می‌شود و عضوی از جناح چپ گراتر کاکس لیبرال کلاسیک است.

### سقط جنین
آلیور طرفدار انتخاب است، اگرچه با تأمین مالی سقط جنین توسط مالیات دهندگان مخالف است و از اصلاحیه هاید حمایت می‌کند. او معتقد است که سقط جنین باید در سراسر کشور قانونی باشد، و او گفته است که از قانونی که چنین کند حمایت خواهد کرد.

### تغییر اقلیم
آلیور از اجازه دادن به بازار آزاد برای یافتن راه حل برای تغییرات آب و هوایی حمایت می‌کند. او معتقد است که اگر کسب‌وکارها به حال خود رها شوند، آنها برای توسعه فناوری‌هایی که در نهایت جایگزین سوخت‌های مبتنی بر کربن فعلی می‌شوند، تشویق می‌شوند.

### امور خارجه
آلیور از پایان دادن به کمک نظامی آمریکا به اسرائیل و اوکراین حمایت می‌کند. او حمله اسرائیل به غزه را نسل‌کشی نامیده است. آلیور همچنین از بسته شدن پایگاه‌های نظامی آمریکا در خارج از کشور حمایت می‌کند. جان استاسل الیور را "... ضد جنگ‌ترین نامزد انتخابات ریاست جمهوری ۲۰۲۴" نامید.

### حقوق اسلحه
در طی مناظره ای در سال ۲۰۲۲ با وارناک، آلیور حمایت خود را از حقوق اسلحه ابراز کرد و اظهار داشت: «سرکوب همجنس گرایان مسلح سخت‌تر است و سرکوب آنها سخت‌تر است.» الیور با ممنوعیت ادواتی که تفنگ‌های شبه خودکار را به تمام خودکار تبدیل می‌کند مخالف است. جان استاسل همچنین تأکید کرده است که «الیور از حقوق اسلحه حمایت می‌کند.»

### بی خانمانی
آلیور از حذف موانع نظارتی که مردم و سازمان‌ها را از تغذیه افراد بی خانمان بازمی‌دارد، حمایت می‌کند.

### مهاجرت
آلیور از نظام «مهاجرتی به سبک جزیره الیس» حمایت می‌کند و می‌گوید: «اگر برای این به اینجا می‌آیید که کار کنید و صلح آمیز باشید، ربطی به من ندارد.» او از مسیری برای شهروندی برای مهاجران غیرقانونی حمایت می‌کند.

### مسائل دگرباشان جنسی
الیور با دخالت دولت در تصمیمات مراقبت‌های بهداشتی تراجنسیتی که توسط والدین، کودک و پزشک گرفته می‌شود مخالف است. با این حال، او مخالفت خود را با جراحی تأیید جنسیت برای افراد زیر ۱۸ سال اعلام کرده است

### تأمین اجتماعی
الیور تأمین اجتماعی را یک «طرح پانزی» نامیده است. او می‌خواهد تأمین اجتماعی را برای جوانان آمریکایی حذف کند.

## زندگی شخصی
الیور مجرد است و در حومه آتلانتا زندگی می‌کند. او گفته که "ایمان عمیقی به انجیل " دارد. او آشکارا همجنسگرا است.